# Myrmecophantes valens
Myrmecophantes valens là một loài bướm đêm trong họ Geometridae.